# Kabinett Blos I
Das Kabinett Blos I bildete vom 11. November 1918 bis 7. März 1919 die Landesregierung von Württemberg.

## Mitglieder
| Amt                       | Name                                   | Bild | Partei | Partei |
| ------------------------- | -------------------------------------- | ---- | ------ | ------ |
| Ministerpräsident Äußeres | Wilhelm Blos                           |      |        | SPD    |
| Inneres                   | Arthur Crispien bis 10. Januar 1919    |      |        | USPD   |
| Finanzen                  | Theodor Liesching                      |      |        | DDP    |
| Justiz                    | Johann Baptist Kiene                   |      |        | Z      |
| Krieg                     | Albert Schreiner bis 15. November 1918 |      |        | USPD   |
| Krieg                     | Ulrich Fischer bis 10. Januar 1919     |      |        | USPD   |
| Krieg                     | Immanuel Herrmann                      |      |        | SPD    |
| Ernährung                 | Julius Baumann                         |      |        | DDP    |
| Arbeit                    | Hugo Lindemann                         |      |        | SPD    |
| Kult                      | Berthold Heymann                       |      |        | SPD    |

## Geschichte
Nachdem in Stuttgart am 9. November 1918 die Nachricht aus Berlin eingetroffen war, dass Philipp Scheidemann die Republik ausgerufen hatte, einigten sich Vertreter der SPD und der USPD am späten Nachmittag in den Räumen des württembergischen Landtags auf die Bildung einer provisorischen Regierung. Vorsitzende wurden Wilhelm Blos (Außenminister) und Arthur Crispien (Innenminister). Als weitere Kandidaten der SPD wurden Hermann Mattutat zum Justizminister, Theodor Heymann zum Kultminister und Dr. Hugo Lindemann zum Arbeitsminister vorgeschlagen. Von Seiten der USPD wurde der Spartakist und Vorsitzende des Stuttgarter Soldatenrats Albert Schreiner zum Kriegsminister und August Thalheimer zum Finanzminister erkoren. Blos stellte in einer von ihm verfassten Proklamation an das württembergische Volk fest: „Die Republik ist erklärt.“ Am Morgen des 10. November, einem Sonntag, einigten sich Wilhelm Blos und Wilhelm Keil in einem Gespräch darauf, dass die am Vorabend aufgestellte Kabinettsliste geändert werden müsse. Mit Rücksicht auf die öffentliche Meinung, der notwendigen Mitarbeit der Beamtenschaft sowie der bevorstehenden Demobilisierung der Armee sollten auch Vertreter der übrigen demokratischen Parteien in die Regierung eintreten. Am 11. November 1918 erwirkte der Chef des königlichen Zivilkabinetts, Konstantin von Neurath auf telefonischem Wege von König Wilhelm II. die Entbindung der Minister der Regierung Liesching von ihrem am Vormittag des 9. November im Wilhelmspalais geleisteten Treueid. Daraufhin traten am 11. November Theodor Liesching anstelle Thalheimers, Johann Baptist Kiene anstelle Mattutats und außerdem Julius Baumann in das Kabinett Blos ein.